# HLA-DQB2
HLA-DQB2 (англ. Major histocompatibility complex, class II, DQ beta 2) – білок, який кодується однойменним геном, розташованим у людей на короткому плечі 6-ї хромосоми. Довжина поліпептидного ланцюга білка становить 268 амінокислот, а молекулярна маса — 30 387.
| 10         |  | 20         |  | 30         |  | 40         |  | 50         |
| ---------- |  | ---------- |  | ---------- |  | ---------- |  | ---------- |
| MSWKMALQIP |  | GGFWAAAVTV |  | MLVMLSTPVA |  | EARDFPKDFL |  | VQFKGMCYFT |
| NGTERVRGVA |  | RYIYNREEYG |  | RFDSDVGEFQ |  | AVTELGRSIE |  | DWNNYKDFLE |
| QERAAVDKVC |  | RHNYEAELRT |  | TLQRQVEPTV |  | TISPSRTEAL |  | NHHNLLVCSV |
| TDFYPAQIKV |  | RWFRNDQEET |  | AGVVSTSLIR |  | NGDWTFQILV |  | MLEITPQRGD |
| IYTCQVEHPS |  | LQSPITVEWR |  | AQSESAQSKM |  | LSGIGGFVLG |  | LIFLGLGLII |
| RHRGQKGPRG |  | PPPAGLLH   |  |            |  |            |  |            |

A: Аланін

C: Цистеїн

D: Аспарагінова кислота

E: Глутамінова кислота

F: Фенілаланін

G: Гліцин

H: Гістидин

I: Ізолейцин

K: Лізин

L: Лейцин

M: Метіонін

N: Аспарагін

P: Пролін

Q: Глутамін

R: Аргінін

S: Серин

T: Треонін

V: Валін

W: Триптофан

Задіяний у таких біологічних процесах, як імунітет, альтернативний сплайсинг. 
Локалізований у клітинній мембрані, мембрані, ендоплазматичному ретикулумі, лізосомі, апараті гольджі, ендосомах.